# Francesco Nuti
Francesco Nuti (n. 17 mai 1955, Florența, Italia – d. 12 iunie 2023, Roma, Italia) a fost un regizor și actor italian, de două ori câștigător al David di Donatello pentru cel mai bun actor principal (1983, 1985).